# Тигран III
Тигран III (арм. Տիգրան Գ) — царь Великой Армении 20—8 гг. до н. э., сын Артавазда II. Римский триумвир Марк Антоний в 34 году до н. э. подлостью захватил Артавазда II и отправил его с его сыновьями и женами в Египет, где он в 31 году до н. э. был обезглавлен. После краха Марка Антония и Клеопатры в том же 31 году до н. э., Тигран, его брат Арташес и другие члены его семьи оказались под властью первого римского императора Октавиана Августа. Тигран жил до 20 года до н. э. в Риме, где и получил образование. В 20 году до н. э. был убит царь Великой Армении Арташес II, старший брат Тиграна. Император Август назначил царём Великой Армении Тиграна. В первой половине своего правления он правил как римлянин, но потом вернулся к традиционной политике армянских царей в отношении Рима, снова став его противником. Это видно хотя бы из того, что он отрастил бороду в конце своего правления, по примеру восточных правителей. Тигран передал свой трон сыну Тиграну IV, который продолжил антиримскую линию своего отца.